# Caridella paski
Caridella paski е вид десетоного от семейство Atyidae. Видът не е застрашен от изчезване.

## Разпространение
Разпространен е в Замбия.